# Phomopsis barbari
Phomopsis barbari är en svampart som först beskrevs av Mordecai Cubitt Cooke, och fick sitt nu gällande namn av Punith. 2002. Phomopsis barbari ingår i släktet Phomopsis och familjen Diaporthaceae.   Inga underarter finns listade i Catalogue of Life.